# Bambino (노래)
〈Bambino〉는 프랑스의 가수 달리다의 노래로 달리다의 첫 히트곡이기도 하다. 1956년 10월 28일 세 번째 익스텐디드 플레이의 타이틀 곡으로 발매하였으며, 이후 같은 해 12월 첫 번째 정규 음반 《Son nom est Dalida》에 수록되었다. 〈Bambino〉는 프랑스 노래 차트에 45주 동안 1위를 기록하면서 세계에서 가장 긴 시간 동안 차트 1위를 기록한 곡이 되었다.

## 반응
〈Bambino〉는 달리다의 첫 주요 히트곡으로, 45위 동안 프랑스 노래 차트에서 1위를 기록하였고, 이외에도 몇 개의 국가에서도 차트 1위를 차지하였다.

## 차트
| 차트 (1957-1958) | 최고 순위 |
| ---------------- | --------- |
| 퀘벡             | 1         |
| 왈로니아         | 1         |
| 프랑스           | 1         |
| 플랑드르         | 5         |